# 化龙乡 (广安市)
化龙乡，是中华人民共和国四川省广安市广安区曾经下辖的一个乡。2019年12月，撤销化龙乡，将其所属行政区域划归官盛镇管辖。

## 行政区划
化龙乡撤销前下辖以下地区：
杨柳村、老君村、渠河村、沙湾村、长坪村、紫云村、芹菜村、苟溪村、梁山村、石咀村、倪家村、化龙村和渡口村。